# Флеминг, Ян
Ян Ланка́стер Фле́минг (англ. Ian Lancaster Fleming; 28 мая 1908, Лондон — 12 августа 1964, Кентербери) — британский журналист, офицер военно-морской разведки и писатель; автор романов о шпионе Джеймсе Бонде.
Флеминг происходил из богатой семьи, связанной с торговым банком Robert Fleming & Co.; его отец был членом парламента от Хенли с 1910 года и до своей гибели на западном фронте в 1917 году. Ян обучался в Итоне, Сандхёрсте и некоторое время в Мюнхенском и Женевском университетах. Прежде чем заняться писательской деятельностью, Флеминг сменил несколько мест работы.
Во время службы в управлении военно-морской разведки Великобритании во время Второй мировой войны Флеминг был привлечён к планированию операции «Золотой глаз», а также созданию и последующему надзору над двумя разведывательными подразделениями — 30 штурмовым подразделением и эксплуатационным подразделением T-Force. Впоследствии служба в разведке, а также работа журналистом позволили Флемингу наполнить свои романы о Джеймсе Бонде специфическими деталями и глубиной.
Первый роман о Джеймсе Бонде, «Казино „Рояль“», был написан Флемингом в 1952 году. Роман оказался очень успешным, и издательству пришлось выпустить три тиража, чтобы справиться со спросом. Одиннадцать романов о Бонде и два рассказа были изданы в период с 1953 по 1966 год. Сюжет романов строился вокруг Джеймса Бонда, офицера секретной разведывательной службы Великобритании, широко известной под названием МИ-6. Бонд известен под кодовым номером 007 и был коммандером королевского военно-морского резерва. Книги о Бонде входят в список бестселлеров всех времён; число экземпляров, проданных по всему миру, равно 100 миллионам. Флеминг также является автором детской книги «Волшебный автомобиль Чих-Чих-Бум-Бум» и двух документальных работ. В 2008 году Флеминг занял четырнадцатое место в «списке пятидесяти величайших британских писателей начиная с 1945 года» по версии газеты The Times.

## Биография

### Семья
Ян Флеминг родился в семье светской львицы Эвелин Сен-Круа Роуз и консервативного политика Валентайна Флеминга. Валентайн Флеминг был сыном шотландского финансиста Роберта Флеминга, основавшего шотландско-американский инвестиционный траст и торговый банк Robert Fleming & Co, и Кейт Хиндмарш, дочери офицера налогового управления. Пять братьев и сестёр Роберта умерли в детстве от дифтерии, и зрелого возраста достигли только сам Роберт и его брат Джон, позднее ставший лордом-провостом Абердина. Помимо Валентайна, в семье Роберта и Кейт был сын Филип, родившийся в 1889 году, и две дочери — Дороти, появившаяся на свет в 1885 году, и Кейтлин, которая была младше сестры на два года. Вскоре после рождения младшего сына семья Флемингов переехала в Лондон, где приобрела несколько особняков. Сыновья Роберта обучались в Итоне и Оксфорде; в 1905 году Валентайн окончил оксфордский колледж Магдалены, получив степень по истории, а также «манеры и осанку настоящего джентльмена». В 1909 году Валентайн стал одним из партнёров отца в новообразованном банке, а ещё через год он был избран консервативной партией членом парламента от Хенли.
Через год после окончания колледжа, 15 февраля 1906 года, Валентайн женился на Эвелин Сен-Круа Роуз, дочери мирового судьи Джорджа Альфреда Сен-Круа Роуза и Беатрис Квейн. Эвелин происходила из весьма уважаемого семейства: по отцу она была внучкой сэра Филипа Роуза, консультанта по юридическим вопросам премьер-министра Дизраэли; по матери — сэра Ричарда Квейна, ведущего лондонского хирурга и редактора известного «Медицинского словаря». Помимо Эвелин, в семье была дочь Кейтлин и двое сыновей — Айвор и Харткорт. Айвор обучался в Итоне, а Харткорт — в Итоне и Оксфорде, где познакомился с Валентайном Флемингом. Согласно семейной легенде, Валентайн и Эвелин встретились на балу в Оксфорде; кроме того, отец девушки увлекался регатой, в которой также принимал участие Валентайн. Эвелин была полной противоположностью будущего супруга: она играла на скрипке и неплохо рисовала акварелью, в то время как ни один представитель семейства Флемингов не имел способностей ни в музыке, ни в искусстве. Кроме того, Эвелин была женщиной в высшей степени легкомысленной и расточительной, отличавшейся снобизмом и тщеславием. Несмотря на первоначальное несогласие с выбором невесты, отец Валентайна перевёл на счёт сына четверть миллиона фунтов вскоре после свадьбы; на эти деньги семейство приобрело несколько домов, два из которых располагались по соседству с владениями родителей Валентайна. В доме в Мейфэре, находившемся за углом дома Флемингов-старших, появились на свет старшие сыновья Эвелин — Питер и Ян. Питер (1907—1971), был автором путевых очерков и был женат на актрисе Селии Джонсон. Во время Второй мировой войны Питер служил в гренадерской гвардии, позднее был переведён под командование Колина Габбинса, где помогал создавать вспомогательные подразделения и занимался операциями в Норвегии и Греции.
Кроме Питера и Яна в семье было ещё двое сыновей — Майкл (1913—1940) и Ричард (1911—1977). Кроме того, через шесть лет после смерти мужа во время продолжительного романа c художником Огастесом Джоном Эвелин родила дочь Амариллис (1925—1999), ставшую профессиональной виолончелисткой.

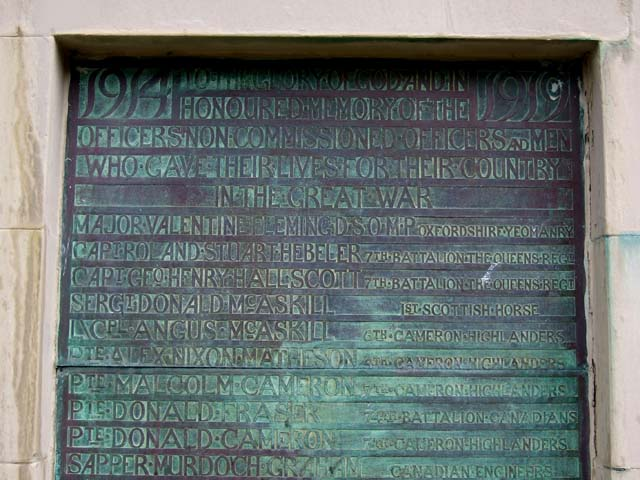
Мемориал в Гленелге, на котором обозначено имя отца Яна

В 1914 году с началом Первой мировой войны Валентайн присоединился к эскадрону С королевского оксфордширского гусарского полка, где получил звание майора. Незадолго до отправки на фронт Валентайн подписал завещание, в котором его вдове доставался дом недалеко от Хампстед-Хит, а также солидная пенсия, которая могла быть урезана в случае повторного брака Эвелин; большая часть имущества была передана в траст для обеспечения благополучия четверых сыновей Валентайна и их будущих семей. Валентайн был убит во время немецкого обстрела на западном фронте 20 мая 1917 года; Уинстон Черчилль, который был близким другом Флеминга-старшего, а его брат Джек служил вместе с Валентайном в начале войны, написал некролог, напечатанный в The Times. Поскольку семье принадлежало поместье в Арнисдейле, имя Валентайна значится на военном мемориале в Гленелге.

### Ранние годы
Ян Ланкастер Флеминг родился 28 мая 1908 года. В отличие от старшего брата, Ян, весивший при рождении чуть менее девяти фунтов, был крупным, здоровым младенцем. Второе имя мальчику было дано матерью для поддержания снобистской легенды о происхождении предков Эвелин от Джона Гонта, герцога Ланкастера, четвёртого сына Эдуарда III. Позднее Эвелин настаивала, что её собственная семья, прозванная «дикими розами», в реальности была родом из Хайленда, в отличие от «выскочек»-Флемингов, которые были родом из Лоуленда; чтобы доказать это, Эвелин одевала сыновей в килты клана Роуз.
Первые годы Ян был неразрывно связан со старшим братом: он и Питер провели детство в Брезьерс-парке, который был поистине детским раем с многочисленными игровыми комнатами и обширными игровыми площадками на свежем воздухе, и в Питт-хаусе, эдвардианском особняке на Хампстед-Хит. В 1910 году началась политическая карьера отца Яна, и к семье Флемингов стало привлекаться много внимания, в том числе и к детям. В это же время Питер стал страдать изнурительной формой колита; ввиду этого обстоятельства Ян вместе со всей семьёй четырежды побывал в Швейцарии. Внимание, которое оказывалось брату, заставило Яна ревновать: находясь в Лозанне, пятилетний Ян закатил истерику в ресторане отеля, за что был удалён из-за стола вместе с няней под надзор несгибаемой бабушки, которую он очень уважал. Чем больше «хрупкий» Питер получал внимания, а позднее и поощрений за хорошее поведение, тем более злопамятным становился Ян. По воспоминаниям родственников, братья жили «как кошка с собакой»; позднее Питер говорил, что отношения с братом у него были весьма близкими — «как у двух маленьких лисят», однако Ян, считавший брата слишком идеальным, был с этим не согласен. Три лета подряд Ян и Питер провели вместе с родственниками со стороны отца и детьми друзей матери в Салкомбе — курортном городке в Девоншире. Ян быстро смирился с ролью непослушного брата и даже не пытался что-либо изменить. Позднее детские воспоминания о летних каникулах в Салкомбе нашли отражение в романе Яна «На секретной службе Её Величества».

### Образование и начало карьеры
В ноябре 1914 года, когда Валентайн ушёл на войну, Эвелин устроила сыновей в подготовительную школу Дарнфорд в Дорсете. Эта школа славилась тем, что готовила своих выпускников к поступлению в Итон, куда, в свою очередь, по стопам своего отца должны были направиться Питер и Ян. Ян, до того воспитывавшийся французской гувернанткой, оказался в Дарнфорде осенью 1916 года. Ему, как и Питеру, попавшему в эту школу ранее, было трудно найти друзей: ученики в школе, как писали матери Ян и Питер, были «грязными и непочтительными» и ненавидели Флемингов. В связи с этим обстоятельством братья, ранее конфликтовавшие между собой, очень сблизились.
Эвелин, стремившаяся контролировать жизнь сыновей, поддерживала непосредственный контакт с директором школы Томом Пеллаттом. Директор, имевший среди учеников и их родителей прозвище ТиПи (англ. TP), придерживался в обучении политики свободы, которая зачастую приводила к анархии в школе. Условия в учебном заведении также оставляли желать лучшего: так, в здании отсутствовали туалетные комнаты (был только уличный туалет), еда была скверной и с приходом войны становилась ещё хуже, а задиры оставались безнаказанными; всё это не нравилось Яну, и он часто жаловался матери на обстановку в школе. Несмотря на тяжёлые условия, именно в Дарнфорде Ян сделал первые шаги в гольфе, который остался увлечением будущего писателя на всю жизнь. Для поддержки сына Эвелин часто присылала ему подарки, которые нередко отбирались Пеллаттом. Ян открыто конфликтовал с директором и часто получал наказания. К концу обучения юноша увлёкся дочерью Пеллатта Хестер, с которой, как он позднее хвастался друзьям, им было испытано «первое томление гетеросексуальной страсти».
Ян постоянно обменивался с отцом письмами, в которых сообщал, что школа весьма сносная, и выражал надежду на «скорое окончание войны». В ответных письмах Валентайн рассказывал сыну байки и военные истории, часто скрывая и приукрашивая ужасы войны. Флеминг-старший был убит в мае 1917 года; Ян получил известие о его смерти в Дарнфорде, где в этот раз он был один, поскольку Питер незадолго до этого уехал домой на лечение. Несколько месяцев после смерти Валентайна Ян с братьями провёл в доме отцовских родителей, лишь на выходных покидая его, чтобы навестить мать. Позднее Валентайн фактически был возведён в ранг святого в семье: Эвелин часто ставила мужа детям в пример, а его лоулендское происхождение больше не было чем-то плохим; Питер и Ян заканчивали вечернюю молитву словами «… и прошу, дорогой Господь, позволь мне вырасти похожим на Моки». Уже будучи взрослым и проживая в разных домах, Ян неизменно вешал на стену копию некролога отца из Times, подписанного Черчиллем. В школьной жизни Яна со смертью отца также произошли изменения. Как отмечал бывший ученик школы Лоуренс Ирвинг, посетивший Дарнфорд в конце летнего семестра 1917 года, «в самой школе мало что изменилось… однако всеми забавами теперь заправляли братья Флеминги».

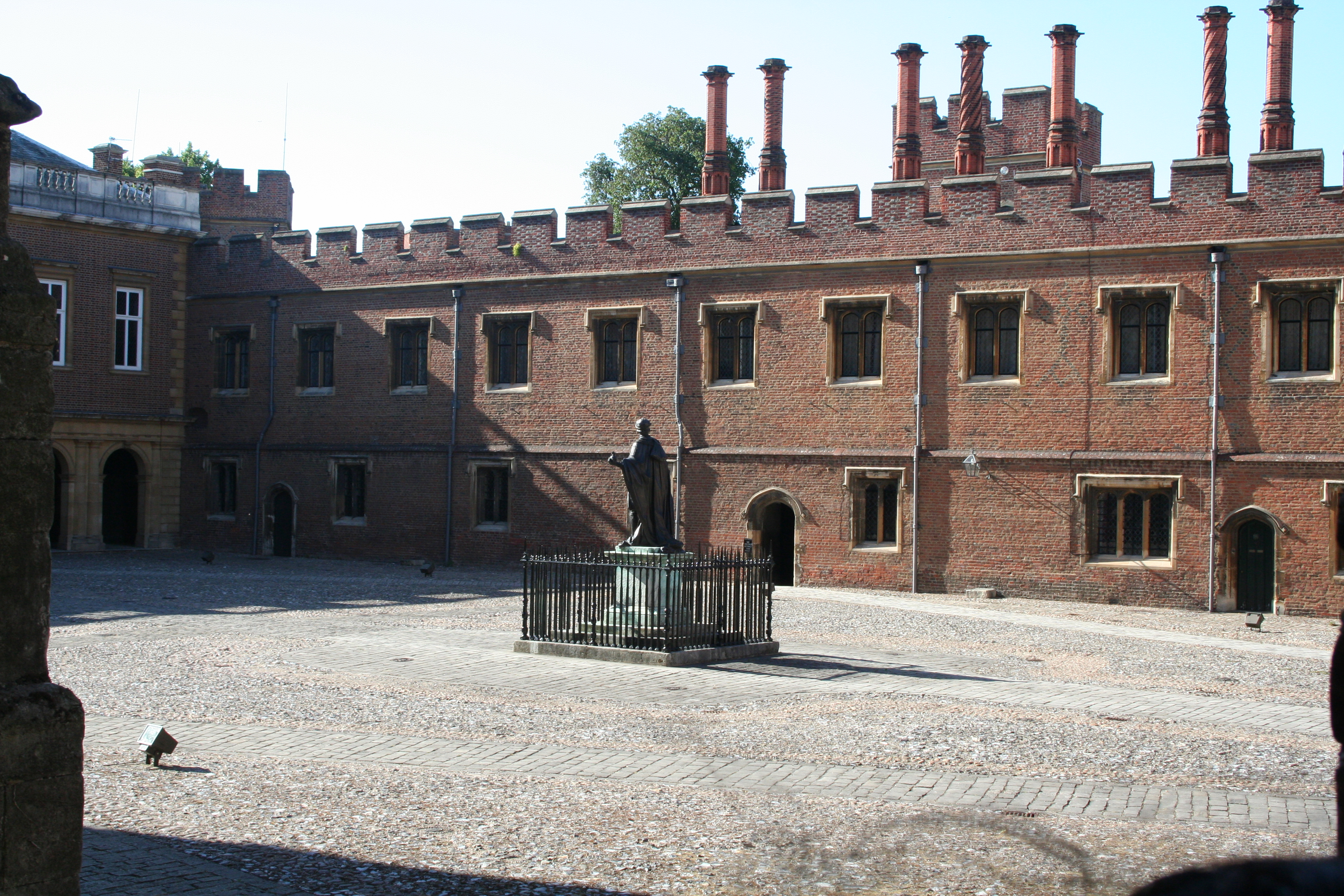
Итонский колледж — альма-матер Яна Флеминга

В 1921 году Флеминг поступил в Итонский колледж. Ян не был отличником учёбы, но преуспел в лёгкой атлетике и сохранял титул Victor ludorum (Победитель игр) в течение двух лет: в 1925—1927 годах. Кроме того, он был редактором школьного журнала The Wyvern. Образ жизни Флеминга привёл к конфликту с воспитателем Слейтером, который осуждал Яна за его внешний вид, манеру вождения и многочисленные случайные связи с женщинами. Слейтер уговорил мать Флеминга забрать сына из Итона в начале второго семестра, чтобы юноша прошёл подготовительные курсы перед поступлением в Королевский военный колледж в Сандхёрсте. В Сандхёрсте Ян не провёл и года: он покинул колледж в 1927 году, так и не пройдя комиссию и заразившись гонореей.
В 1927 году Эвелин отправила сына в Теннерхоф в австрийском Кицбюэле — небольшую частную школу, которой руководили последователь адлерианства и бывший британский шпион Эрнан Форбс Дэннис и его писательница-жена Филлис Боттом; здесь Ян должен был подготовиться к возможной работе в министерстве иностранных дел. Получив языковую практику в Теннерхофе, Флеминг некоторое время обучался в Мюнхенском и Женевском университетах. В Женеве у него завязался роман с Моник Паншад де Боттом, пара даже была недолго помолвлена в течение 1931 года, однако мать Флеминга настояла на разрыве отношений. Ян подал заявку на вступление в министерство иностранных дел, но провалил экзамены. Эвелин снова вмешалась в дела сына, договорившись в октябре 1931 года с сэром Родериком Джонсом, главой новостного агентства Рейтер, о должности помощника редактора и журналиста для Яна. В 1933 году Флеминг провёл некоторое время в Москве, где освещал сталинский показательный процесс над шестью инженерами британской компании Metropolitan-Vickers, обвинённых в шпионаже. В Москве Ян пытался договориться об интервью с Иосифом Сталиным и, ожидая игнорирование или отказ, был потрясён, получив записку за личной подписью советского лидера, в которой тот просил прощения за невозможность встретиться с Флемингом.
В октябре 1933 года Ян поддался уговорам семьи и перешёл на работу в банковскую сферу, представителем которой был его дядя Харткорт. Там Флеминг получил должность финансиста в Cull & Co. В 1935 году он перешёл на работу в Rowe and Pitman в Бишопсгейте на должность биржевого маклера. Ни в должности финансиста, ни в должности маклера Ян не добился успеха. В начале 1939 года у Флеминга начался роман с Энн О’Нил (в девичестве Чартерис), которая была замужем за Шейном О’Нилом, 3-м бароном О’Нил; в это же время у Энн была связь с владельцем Daily Mail и наследником лорда Ротермира Эсмондом Хармсуортом.
В апреле 1939 года Флеминг в качестве корреспондента The Times был прикомандирован к британской торговой делегации, которая должна была провести переговоры в Москве: документ-удостоверение, подтверждающее факт работы Флеминга в редакции The Times, ему выдали в отделе печати НКВД.

### Вторая мировая война

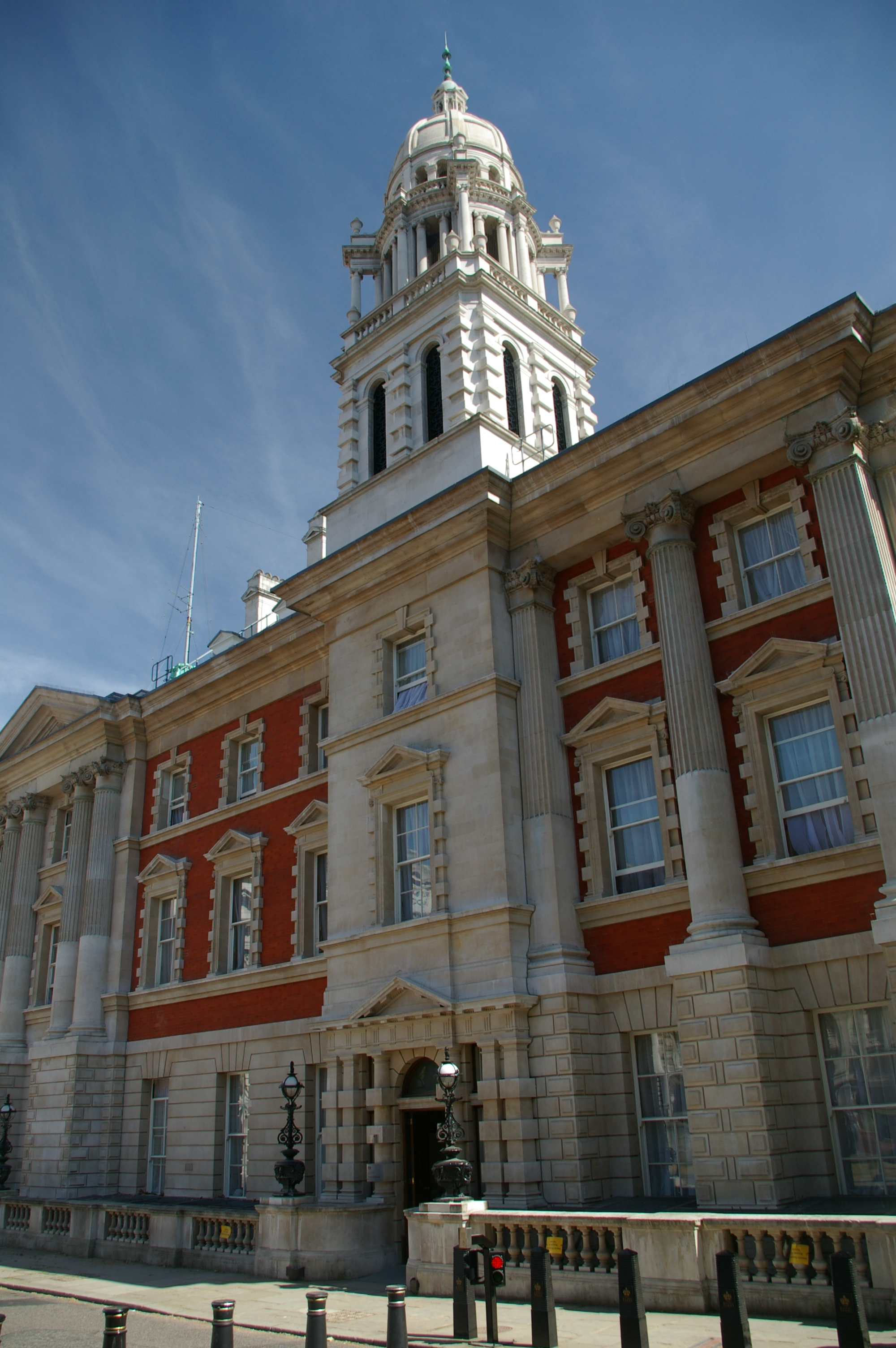
Здание адмиралтейства, где Флеминг работал во время войны

В мае 1939 года Флеминг был завербован на должность личного помощника контр-адмиралом Джоном Годфри, который был директором управления разведки королевского военно-морского флота. Ян поступил на службу в августе 1939 года; он получил кодовое имя 17F и комнату для работы № 39 в адмиралтействе. Биограф писателя Эндрю Лисетт отмечает, что Флеминг «не имел очевидной квалификации» для своей должности. В рамках назначения Флеминг был зачислен в королевский военно-морской добровольческий резерв в июле 1939 года; зачисление было проведено в чине лейтенанта, однако несколько месяцев спустя Ян получил звание коммандера.
Флеминг оказался неоценим в качестве помощника Годфри и преуспел в административной работе. Годфри был известен резким характером и имел врагов в правительственных кругах. Он часто использовал Флеминга в качестве связующего звена между военно-морской разведкой и другими военными управлениями, такими как МИ-6, управление пропаганды, Управление специальных операций, Объединённый разведывательный комитет и канцелярия премьер-министра.
По информации историка Бена Макинтайра, 29 сентября 1939 года, вскоре после начала войны, Годфри распространил меморандум, в котором «имелись все признаки… лейтенанта-коммандера Яна Флеминга». Документ был назван «Памятка форели»; схемы по обману противника во время войны, описанные в меморандуме, сравнивали с ловлей рыбы нахлыстом. В памятке описывались способы заманивания подлодок стран «оси» и немецких надводных кораблей на минные поля. Памятка 1939 года была озаглавлена «Предложения (не очень хорошие)» и заканчивалась словами «Следующие предложения использованы в книге Бэзила Томпсона: труп, одетый как лётчик, с депешами в карманах, может быть выброшен на побережье с парашютом, который якобы не раскрылся. Я понимаю, что нет никаких трудностей в получении трупа в военно-морском госпитале, однако он должен быть свежим». Схема, в которой предлагалось подбросить на территорию противника труп с фальшивыми документами и вводящими в заблуждение военными планами, числилась в памятке под номером двадцать восемь. Идея с дезинформирующим трупом была предложена Чарльзом Чолмондоли в октябре 1942 года для операции Mincemeat, которая убедила высшее германское командование в том, что союзнические силы планируют вторгнуться в Грецию и Сардинию в середине 1943 года, тогда как истинной целью была Сицилия.
В 1940 году Флеминг и Годфри привлекли Кеннета Мейсона, профессора географии Оксфордского университета, к подготовке докладов о географии стран, участвующих в военной операции. Эти доклады стали предшественниками справочника военно-морской разведки, созданного в период между 1941 и 1946 годами.
12 сентября 1940 года Флеминг направил Годфри меморандум, в котором предлагал план операции по получению сведений о кодах «Энигмы», используемых немецкими военно-морскими силами. Идеей плана было «заполучить» немецкий бомбардировщик, посадить в него своего человека с экипажем, говорящим на немецком языке и одетым в униформу люфтваффе, и врезаться на бомбардировщике в Английский канал. Команда бомбардировщика должна была атаковать своих немецких спасателей, забрать их лодку и привезти «Энигму» в Англию. К большому неудовольствию Алана Тьюринга и Питера Твинна из Блетчли-парка, миссия так и не была осуществлена. По мнению племянницы Флеминга Люси, чиновник из ВВС посчитал, что если они собьют бомбардировщик над каналом, он очень быстро затонет.
Флеминг также работал с полковником «Диким Биллом» Донованом, специальным представителем президента Рузвельта по вопросам сотрудничества разведывательных ведомств. В мае 1941 года Ян сопровождал Годфри в Соединённых Штатах, где помогал создавать концепцию Бюро по координации информации — департамента, который позднее превратился последовательно в Управление стратегических служб и Центральное разведывательное управление.
Флеминг был задействован в разработке операции Goldeneye в 1941—1942 годах; операция представляла собой план по сохранению рабочей структуры разведки в Испании на случай захвата территории немцами. План Флеминга был связан с поддержанием связи с Гибралтаром и запуском диверсионных операций против нацистов. В 1941 году Ян связывался с Донованом, чтобы быть уверенным в поддержке со стороны американских коллег, которые не должны были допустить доминирования немцев на море.

#### 30 штурмовое подразделение
В 1942 году Флеминг сформировал подразделение коммандос, известное как No. 30 Commando или 30 Assault Unit (30AU) и состоявшее из специалистов разведки. Целью создания подразделения был захват документов противника из бывших целевых штабов близ линии фронта. Оно было аналогично немецкой группе, которую возглавлял Отто Скорцени; немецкая группа выполняла подобные задачи во время Критской операции в мае 1941 года. Флеминг считал группу Скорцени «одним из самых выдающихся новшеств в немецкой разведке».
Флеминг не участвовал в операциях вместе с подразделением напрямую, однако он выбирал цели и руководил операциями из тыла. Первоначально подразделение включало всего тридцать человек, но впоследствии численность увеличилась в пять раз. В него входили бойцы из других подразделений коммандос; они обучались рукопашному бою, взлому сейфов и вскрытию замко́в на объектах управления специальных операций. В конце 1942 года капитан (позднее контр-адмирал) Эдмунд Рашбрук сменил Джона Годфри на посту главы управления военно-морской разведки; Флеминг потерял своё влияние в организации, хотя и сохранил контроль над подразделением коммандос. Ян был непопулярен среди членов подразделения: коммандос не нравилось, что Флеминг называл их своими «индейцами».
До высадки в Нормандии в 1944 году бо́льшая часть операций подразделения проходила в Средиземноморье, хотя коммандос тайно участвовали в неудачном рейде на Дьепп (целью подразделения был захват Энигмы и сопутствующих материалов). Подразделение провело несколько успешных операций на Сицилии и в Италии, тем самым заслужив доверие военно-морской разведки.
В марте 1944 года Флеминг курировал распределение разведданных между подразделениями королевского военно-морского флота при подготовке операции «Оверлорд». Ян был отстранён от управления подразделением в июне 1944, хотя и сохранил некоторое участие в его деятельности. Флеминг посетил подразделение во время и после операции «Оверлорд», в частности, в ходе атаки на Шербур. Там он был обеспокоен тем, что коммандос были использованы как обыкновенный спецназ, а не разведывательное подразделение. Флеминг считал такое применение сил подразделения и возможностей опытных оперативников пустой тратой человеческих ресурсов, особенно в ходе операции, которая угрожала сбору жизненно важной информации. Вследствие этого управление подразделением было пересмотрено. Ян также посетил позиции подразделения в Тамбахском замке в Германии, где с 1870 года располагался архив немецкого военно-морского флота.
В декабре 1944 года Флеминг был отправлен в разведывательно-ознакомительную поездку на Дальний Восток от имени директора военно-морской разведки. Большая часть поездки была посвящена изучению возможности применения подразделения коммандос в Тихоокеанском регионе.

#### T-Force
Успешность операций подразделения No. 30 Commando привела к тому, что в августе 1944 года было принято решение о создании подразделения специального назначения, которое стало известно под названием T-Force. В официальном меморандуме, хранящемся в Национальном архиве в Лондоне, задачи подразделения определены так: «T-Force = Target Force [создан] для захвата и обеспечения безопасности документации, людей и оборудования сотрудниками спецслужб и боевых [подразделений] после захвата крупных городов, портов и им подобных на освобождённых территориях и территориях противника».
Флеминг заседал в комитете, который определял цели подразделения T-Force и фиксировал их в Black Books, предназначавшихся для личного состава подразделения. Пехотный компонент подразделения был частично сформирован из 5-го батальона Королевского полка, который входил в состав 2-й армии. Подразделение отвечало за охрану целей, представлявших интерес для британских военных; в эти цели входили лаборатории ядерных разработок, газовые исследовательские центры и отдельные специалисты в сфере ракетных технологий. Заметных успехов подразделение добилось во время наступления на немецкий портовый город Киль, где располагался научно-исследовательский центр, в котором разрабатывались двигатели для Фау-2, Messerschmitt Me.163 Komet и скоростных подлодок. Позднее Флеминг использовал информацию о деятельности T-Force при написании своих книг, в частности романа «Лунный гонщик».

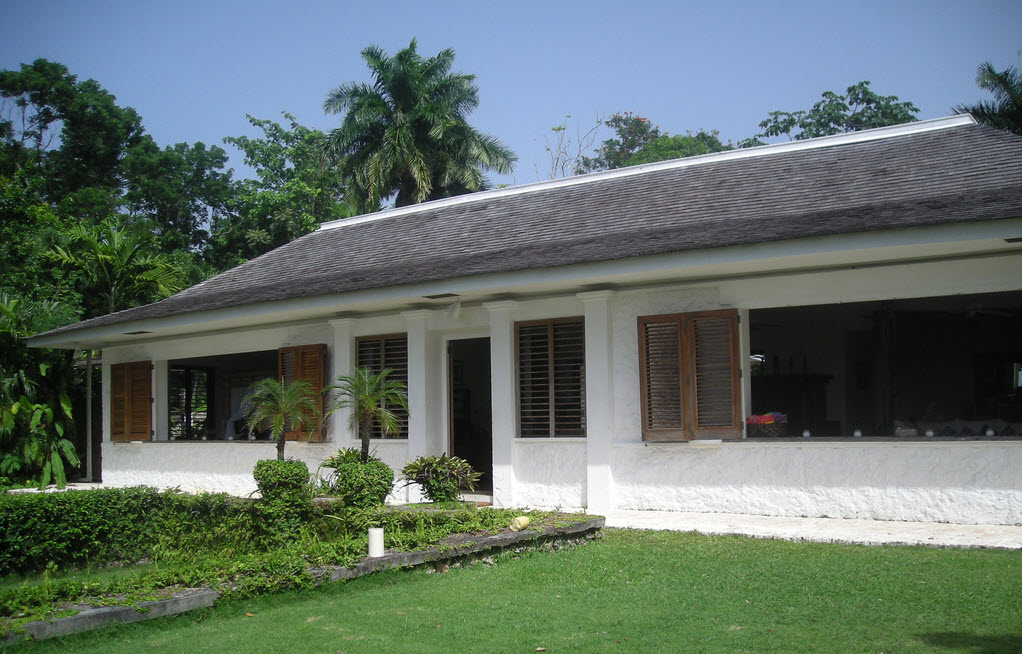
Особняк «Золотой глаз», где Флеминг писал истории о Бонде

В 1942 году Флеминг участвовал в англо-американском саммите разведывательных служб на Ямайке и, несмотря на дождливую погоду во время саммита, решил после войны поселиться на острове. Друг Флеминга, Ивар Брайс, помог ему найти земельный участок в приходе Сент-Мэри, где в 1945 году был построен дом, названный «Золотой глаз». Происхождение названия дома и поместья, где Флеминг писал романы о Бонде, спорно. Сам Флеминг говорил, что название было дано одновременно в честь военной операции Goldeneye и романа Карсон Маккалерс «Блики в Золотом глазу», в котором описано использование американских флотом британских военно-морских баз в Карибском бассейне.
В 1947 году Флеминг был награждён датской медалью Свободы за помощь по вывозу датских офицеров из оккупированной страны в Великобританию.

### Послевоенные годы
После демобилизации в мае 1945 года Флеминг занял должность иностранного директора в Kemsley newspaper group, которая в ту пору владела газетой The Sunday Times. В обязанности Яна входило управление работой всемирной сети корреспондентов этого издания. Контракт с Kemsley newspaper group позволял Флемингу каждую зиму брать три месяца отпуска, который он проводил в своём доме на Ямайке. Ян полностью посвящал себя газетной работе до декабря 1959 года, но продолжал писать статьи и присутствовал на еженедельных редакционных встречах по вторникам как минимум до 1961 года.
После того, как первый муж Энн Чартерис погиб во время войны, она собралась выйти замуж за Флеминга, но Ян предпочёл остаться холостяком. 28 июня 1945 года Энн стала женой Эсмонда Хармсуорта, 2-го виконта Розермера. Тем не менее, роман между Флемингом и Энн продолжался; она часто наведывалась к Яну на Ямайку под предлогом визита к его другу и соседу Ноэлу Кауарду. В 1948 году Энн родила от Флеминга мертворождённую дочь Мэри. В 1951 году Эсмонд развёлся с женой из-за её связи с Яном. 24 марта следующего года, за несколько месяцев до рождения сына Каспара, Энн и Флеминг поженились на Ямайке. И у Энн, и у Флеминга во время брака были отношения на стороне. Самым известным был роман Энн с Хью Гейтскеллом, лидером Лейбористской партии и оппозиции Великобритании; у Яна была длительная связь с одной из ямайских соседок, Бланш Блэквелл, которая была матерью Криса Блэквелла из Island Records.

### 1950-е годы
К трём часам ночи запах табачного дыма и пота становится невыносимым. Нервное напряжение игроков — тугой клубок алчности, страха и сосредоточенности — достигает предела; в свои права вступают чувства, эмоции выходят из-под контроля.
О планах по написанию шпионского романа Ян впервые сообщил друзьям ещё во время войны. Флеминг начал работать над первой книгой, «Казино „Рояль“», в особняке Золотой глаз 17 февраля 1952 года, черпая вдохновение из собственных опыта и воображения. Как позднее утверждал Флеминг, он начал сочинять роман, чтобы отвлечься от предстоящей свадьбы с беременной Энн, и считал его «ужасно нескладным опусом». Рукопись была напечатана в Лондоне Джоан Хоу, матерью автора путевых заметок Рори Маклейн и секретарём Флеминга во времена его работы в The Times; рыжеволосая Джоан стала одним из прототипов мисс Манипенни, одного из персонажей романов о Бонде. Клэр Бланшар, бывшая подруга Флеминга, отговаривала его от публикации книги или же предлагала напечатать её под псевдонимом.
Когда работа над предварительным вариантом первого романа находилось в финальной стадии, Ян позволил ознакомиться с копией черновика своему другу и писателю Уильяму Пломеру, который отметил, что «какой-либо элемент интриги отсутствует начисто». Тем не менее, Пломер посчитал, что книга вполне может быть многообещающей, и потому отправил черновую рукопись в издательство Jonathan Cape. Сначала там отнеслись к роману без энтузиазма, однако брат Яна, Питер, чьи книги также публиковались в Jonathan Cape, уговорил издателей напечатать первый роман брата. 13 апреля 1953 года «Казино „Рояль“» был выпущен в твёрдом переплёте с обложкой, разработанной Флемингом, по цене 10 шиллингов 6 пенсов. Книга была очень быстро распродана и потребовалось ещё три дополнительных тиража, чтобы перекрыть спрос.

Джемс Бонд в представлении Яна Флеминга

Сюжет романа закручивался вокруг приключений Джеймса Бонда, офицера секретной разведывательной службы, известной как МИ-6. Бонд был также известен под кодовым именем 007 и был коммандером королевского военно-морского резерва. Своё имя главный герой получил в честь американского орнитолога Джеймса Бонда. Бонд-орнитолог был экспертом по карибским птицам и автором окончательного варианта орнитологического путеводителя Птицы Вест-Индии; Флеминг, сам будучи любителем понаблюдать за птицами, владел копией гида и позднее писал жене Джеймса: «это короткое, неромантичное, англосаксонское, мужественное имя было тем, что мне нужно, и таким образом родился второй Джеймс Бонд». В интервью, данном в 1962 году еженедельнику The New Yorker, Флеминг пояснил: «Когда писал первый роман в 1953 году, я хотел сделать Бонда очень скучным, неинтересным человеком, с которым что-то произошло; я хотел, чтобы он стал тупым инструментом… когда я озадачился поиском имени для своего главного героя, я подумал „Боже, [Джеймс Бонд] наискучнейшее имя, которое я когда-либо слышал“».

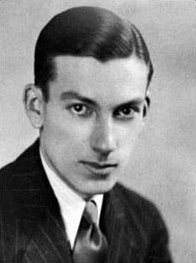
Хоги Кармайкл, на которого, как считал Флеминг, должен быть похож Джеймс Бонд

В образе главного героя произведений Флеминга воплотились качества тех людей, которых Ян встречал во время службы в разведке; автор признался, что Бонд «объединил [в себе] все типы тайных агентов и коммандос, которых я встречал во время войны». Среди тех, с кого писался Бонд, оказался и брат Яна Питер, которым Флеминг восхищался и который участвовал в операциях в тылу врага в Греции и Норвегии во время войны. Флеминг представлял, что внешне Бонд будет выглядеть как композитор, певец и актёр Хоги Кармайкл; историк Бен Макинтайр предполагал, что в описанном Яном Бонде просматриваются также черты самого Флеминга. В романах Бонд описывается как «мрачный, довольно кровожадный с хорошей внешностью».
Некоторые аспекты личности Бонда были списаны Флемингом с Конрада О’Брайен-ффренча, шпиона, с которым Флеминг встретился во время катания на лыжах в Кицбюэле в 1930-х годах, Патрика Делзела-Джоба, который служил с отличием в No. 30 Commando во время войны, и Билла «Биффа» Дандердейла, главы отделения МИ-6 в Париже, который носил запонки и костюмы ручной работы и разъезжал по Парижу в автомобиле Rolls-Royce. Другими вероятными прототипами Бонда были сэр Фицрой Маклейн, участвовавший в операциях в тылу врага на Балканах, а также двойной агент МИ-6 Душан Попов. Кроме того, Флеминг наделил героя чертами своего характера и пристрастиями, такими как гандикап в гольфе, пристрастие к омлету, любовь к азартным играм и использование определённой марки туалетных принадлежностей.
После публикации первого романа Флеминг использовал свой ежегодный отпуск на Ямайке для написания другой истории о Бонде. Двенадцать романов о Бонде и два сборника рассказов были опубликованы в период с 1953 по 1966 год; последний роман и второй сборник рассказов вышли в свет уже после смерти автора. Большая часть исходных данных для историй брались Флемингом из собственного опыта работы в военно-морской разведке и из событий холодной войны. В сюжете романа «Из России с любовью» фигурирует шифровальная машина «Спектр», с помощью которой антагонисты собираются заманить Бонда в ловушку; шифровальная машина в произведении является отсылкой к немецкой шифровальной машине, носившей название «Энигма». Сцена с шпионами в Восточном экспрессе является отсылкой к истории Юджина Карпа, американского военно-морского атташе и агента разведки в Будапеште, который воспользовался Восточным экспрессом в феврале 1950 года, когда перевозил документы о сети американских шпионов в Восточном блоке. Советские киллеры накачали наркотиками проводника, убили Карпа и выбросили его тело в туннеле на юге Зальцбурга.
Многие имена, использовавшиеся Флемингом в историях о Бонде, имели реальных носителей: Скараманга, главный злодей романа «Человек с золотым пистолетом», был назван в честь итонского одноклассника Флеминга, с которым Ян враждовал; Голдфингер из одноимённого романа был назван в честь британского архитектора Эрно Голдфингера, чьи работы вызывали у Флеминга отвращение; сэр Хьюго Дракс, антагонист романа «Лунный гонщик», был назван в честь знакомого Флеминга — адмирала Реджинальда Дракса, а помощник Дракса, Кребс, получил имя в честь последнего начальника штаба Гитлера генерала Кребса; один из гомосексуальных злодеев романа «Бриллианты вечны», «Буфи» Кидд, был назван в честь одного из близких друзей Флеминга и родственника его жены Артура Гора, графа Аррана, который среди друзей был известен под прозвищем Буфи.
Первое произведение Флеминга в жанре документальной прозы — «Алмазные контрабандисты» — было опубликовано в 1957 году и частично основано на данных, которые Флеминг собирал при написании романа «Бриллианты вечны». Большая часть материала появилась в The Sunday Times и была основана на интервью Флеминга с Джоном Коллардом, членом международной организации алмазной безопасности и бывшего агента MI5. В США и Великобритании книга получила противоречивые отзывы.
Первые пять книг о Бонде — «Казино „Рояль“», «Живи и дай умереть», «Лунный гонщик», «Бриллианты вечны» и «Из России с любовью» — в целом получили положительные отзывы. Ситуация начала меняться в марте 1958 года, когда Бернард Бергонци из журнала Twentieth Century посчитал работы Флеминга содержащими «ярко выраженную линию вуайеризма и садомазохизма»; он писал, что книги показали «полное отсутствие каких-либо этических ориентиров». В статье Флеминг сравнивался с Джоном Бакеном и Реймондом Чендлером; сравнение оказалось не в пользу Яна как с моральной точки зрения, так и согласно литературным критериям. Месяц спустя был опубликован роман «Доктор Но» и Флеминг получил жёсткую критику от ряда рецензентов, которые, по словам Бена Макинтайра, «зациклились на Флеминге». Автором самой жёсткой критики стал Пол Джонсон из New Statesman, который в своём обзоре, названном «Секс, снобизм и садизм», счёл роман «без сомнения самой гадкой книгой, которую я читал». Он также отметил, что «к тому времени, когда я прошёл треть пути, мне пришлось подавить мощный импульс просто отбросить [книгу] прочь»; Бонда Джонсон назвал «социальным феноменом определённого значения», что было воспринято как отрицательный элемент, поскольку феномен касался «трёх основных составляющих „Доктора Но“, все они нездоровые и совершенно английские: садизм школьного хулигана, механические двумерные секс-желания разочарованного подростка и грубый снобизм взрослого из пригорода». Джонсон не увидел ничего позитивного в романе — по его мнению, «мистер Флеминг не имеет литературного умения, структура книги хаотична, сплошь состоит из инцидентов и случайностей, впоследствии забываемых также в случайной манере».
Эндрю Лисетт писал, что Флеминг оказался в «личном и творческом упадке» после проблем в браке и атаки критиков на его работы. Роман «Голдфингер» был написан до публикации «Доктора Но»; следующей после атаки критиков книгой стал сборник рассказов «Только для ваших глаз», состоявший из небольших историй, переработанных из набросков для телесериала. Лисетт отмечал, что когда Флеминг начал писать сценарии для телевидения и рассказы, «усталость Яна и неуверенность в себе начали влиять на его манеру изложения», что можно заметить в мыслях Бонда.

### 1960-е годы
В 1960 году Кувейтская нефтяная компания заказала Флемингу книгу о стране и её нефтяной индустрии, однако правительство Кувейта не одобрило рукопись, названную State of Excitement: Impressions of Kuwait, и издание так и не увидело свет. Как говорил Флеминг, «нефтяная компания одобрила рукопись, однако из чувства долга передала её для ознакомления правительству Кувейта. Шейхи выразили беспокойство, обнаружив неприятные и [в то же время] некритичные комментарии и критику; в частности [их беспокоили] отрывки, относящиеся к авантюрному прошлому страны, которая сейчас жаждет быть цивилизованной и хочет забыть свои романтичные истоки».
Ян был разочарован книгами «Только для ваших глаз» и «Шаровая молния» — последняя из них являлась новеллизацией сценария фильма, соавтором которого был Флеминг. Работа началась в 1958 году, когда друг Яна, Ивар Брайс, познакомил его с молодым ирландским сценаристом и режиссёром Кевином Маклори; Флеминг, Маклори и Эрнест Кунео приступили к работе над сценарием. В октябре Маклори привёл в команду опытного сценариста Джека Уиттингема, и к декабрю 1959 года Флеминг получил сценарий. Ян имел некоторые идеи о дальнейшем сотрудничестве с Маклори; в январе 1960 года Флеминг объявил о намерении передать сценарий Music Corporation of America и рекомендовать Кевина от своего лица и от лица Брайса в качестве продюсера будущего фильма. Кроме того, он сказал, что если Music Corporation of America откажется от фильма из-за участия Маклори, тот должен будет либо продать свои права корпорации, отказавшись от сделки, либо подать в суд.
В январе-марте 1960 года Флеминг, работая на своей вилле на Ямайке, написал «Шаровую молнию» на основе сценария, созданного годом ранее. В марте следующего года Маклори прочёл предварительный вариант и вместе с Уиттингемом незамедлительно обратился в Высокий суд Лондона с требованием остановить публикацию. После двух судебных процессов (второй состоялся в ноябре 1961 года) Флеминг предложил Маклори решить вопрос во внесудебном порядке. Маклори сохранял за собой литературные права и права на сценарий фильма, в то время как за Флемингом оставались права на роман при условии, что в книге будет дана информация о том, что она «основывается на переработанном сценарии Кевина Маклори, Джека Уиттингема и автора».
Книги Флеминга всегда хорошо продавались, но в 1961 году спрос резко возрос. 17 марта 1961 года, через четыре года после публикации и через три года после резкой критики в адрес «Доктора Но», журнал Life назвал роман «Из России с любовью» одной из десяти любимых книг президента Кеннеди. Ранее Флеминг и Кеннеди встречались в Вашингтоне. То, что книга нравилась президенту, и то, как новость об этом разлетелась по всей стране, привело к росту тиражей, сделав Флеминга самым продаваемым автором криминальных романов в США. Сам Флеминг считал роман «Из России с любовью» своим лучшим творением, хотя и отмечал: «Замечательно то, что каждая книга нашла свою аудиторию и не была полностью осуждена».
В апреле 1961 года у Флеминга на еженедельной встрече в редакции The Sunday Times случился сердечный приступ. Пока Ян восстанавливался, один из его друзей, Дафф Данбар, подарил ему экземпляр книги Беатрис Поттер «Сказка о белке Наткине» и предложил Флемингу записать сказку, которую он рассказывает сыну Каспару каждый вечер перед сном. Флеминг с удовольствием взялся за дело и шутя писал своему издателю Майклу Говарду из Jonathan Cape: «Не бывает такого, даже на краю могилы, чтобы я не был вашим рабом»; результатом трудов Флеминга стала единственная его детская книга «Пиф-паф ой-ой-ой», опубликованная в октябре 1964 года через два месяца после смерти автора.
В июне 1961 года Ян продал шестимесячный опцион на права экранизации опубликованных и будущих романов и рассказов о Джеймсе Бонде Гарри Зальцману. Зальцман договорился с Альбертом Брокколи о совместной экранизации историй о Бонде, для чего была создана кинокомпания EON Productions; после продолжительных поисков на главную роль в пяти фильмах, начиная с «Доктор Ноу» (1962), был утверждён Шон Коннери. Образ Бонда, представленный Коннери в фильмах, повлиял и на Бонда литературного: в романе «Живёшь только дважды», первом написанном после экранизации «Доктора Ноу», Флеминг наделил Бонда чувством юмора, которое отсутствовало в предыдущих книгах.
Вторая книга в жанре документальной прозы, «Захватывающие города», представляла собой переработку серии статей The Sunday Times, написанных на основе впечатлений о ряде городов мира, в которых Ян побывал в 1959—1960 годах. В 1964 году по просьбе продюсера Нормана Фелтона, который планировал снять сериал о шпионах, Флеминг предложил несколько идей, среди которых были имена главных героев для сериала «Агенты А.Н.К.Л.» — Наполеон Соло и Эйприл Денсер. Против участия Флеминга в проекте Фелтона высказалось правление EON Productions, пожелавшее избежать любых юридических проблем, если какое-либо содержимое проекта совпадёт с содержанием фильмов о Бонде.
В январе 1964 года Ян отправился на Ямайку, где провёл свой последний отпуск и написал первоначальный вариант романа «Человек с золотым пистолетом». Ян был недоволен рукописью; он послал копию Уильяму Пломеру. Флемингу всё более не нравился роман, и он планировал переписать его, но Пломер отговорил Яна, посчитав роман приемлемым для публикации.

### Смерть

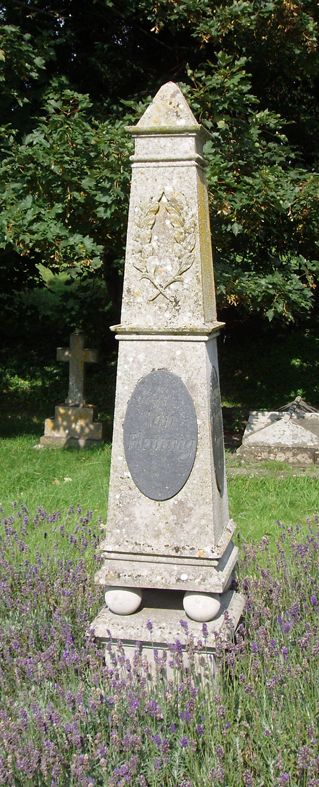
Памятник на могиле Флеминга в Севенхэмптоне

Всю свою взрослую жизнь Флеминг — заядлый курильщик и любитель алкоголя — страдал от сердечно-сосудистых заболеваний. В 1961 году в 53-летнем возрасте он перенёс инфаркт и с трудом выздоровел. 11 августа 1964 года остановившийся в гостинице Кентербери Флеминг отправился на ланч в гольф-клуб и позже пообедал в гостинице с друзьями. День оказался утомительным для писателя; вскоре после еды Флеминг перенёс ещё один инфаркт. Он умер ранним утром следующего дня в возрасте 56 лет; в этот день сыну Флеминга Каспару исполнялось двенадцать лет, а за две недели до этого умерла мать Яна Эвелин. Последними словами Флеминга были извинения перед персоналом машины скорой помощи за то, что отягощает медиков: «Я сожалею, что беспокою вас, парни. Я не знаю, как у вас получается двигаться так быстро на дорогах в эти дни». Ян Флеминг был похоронен на церковном кладбище в деревне Севенхэмптон близ Суиндона.
Последние две книги Флеминга, «Человек с золотым пистолетом» и «Осьминожка и Искры из глаз», были изданы посмертно. Роман «Человек с золотым пистолетом» был опубликован через восемь месяцев после кончины Флеминга и не прошёл окончательную авторскую редактуру. В результате издательство Jonathan Cape посчитало роман слабым и передало рукопись Кингсли Эмису, хотя так и не воспользовалось его предложениями. Биограф Флеминга Генри Чендлер отмечает, что роман «получил вежливые и довольно печальные отзывы, отмечавшие, что книга была очевидно незаконченной и не является вершиной творчества Флеминга». Последняя книга о Бонде, «Осьминожка и Искры из глаз», состоявшая из двух рассказов, была издана в Британии 23 июня 1966 года.
В октябре 1975 года 23-летний сын Флеминга, Каспар, совершил самоубийство, приняв чрезмерную дозу наркотиков; вдова Яна, Энн, умерла в 1981 году. И сын, и вдова Флеминга были похоронены рядом с Яном в Севенхэмптоне.

## Литературные труды
Писатель Реймонд Бенсон, который позднее написал серию романов о Бонде, отмечал, что книги Флеминга можно разделить по стилистическим особенностям на два периода. К первому относятся произведения, написанные между 1953 и 1960 годами и имевшие тенденцию сосредотачиваться на «настроении, характере развития и продвижение сюжета»; книги же, опубликованные между 1961 и 1966 годами, оказались более детализированными и образными. Бенсон утверждал, что Флеминг стал «мастером-рассказчиком» ко времени написания «Шаровой молнии» в 1961 году.
Историк Джереми Блэк делит серию по злодеям, созданных Флемингом; такое распределение поддерживает и Кристоф Линдер. Так, первые восемь книг (от «Казино „Рояль“» до «Только для ваших глаз») классифицируются как «истории холодной войны», где антагонистом был Смерш, после потепления отношений Востока и Запада сменившийся в трёх книгах («Шаровая молния», «На секретной службе Её Величества» и «Живёшь только дважды») Блофельдом и СПЕКТРом. Блэк и Линдер классифицируют оставшиеся книги — «Человек с золотым пистолетом», «Осьминожка и Искры из глаз» и «Шпион, который меня любил» — как «поздние истории Флеминга».

### Стилистика произведений
Флеминг отказался от принципов традиционного английского детектива типа Конан Дойля или Агаты Кристи, основанных на логическом ходе раскрытия преступлений, совершённых на фоне повседневной британской действительности. Действие переносится на международную арену, а герой романов более не является скромным защитником законности и справедливости. Образ Бонда, созданный Флемингом, представляет собой сыщика по особо важным поручениям, ловкий убийца, сверхвыносливый и сверхпроницательный, сноб, с презрением относящийся ко всему не англо-саксонскому. Как и автор, Бонд окончил колледж Итон. Бонда с его создателем также роднят присущие им обоим высокомерие и снобизм.
Флеминг говорил о своих работах: «Хотя триллер не может называться литературой с большой буквы, можно писать то, что я описываю как „триллер, предназначенный для чтения в качестве литературы“». Среди тех, кто оказал на него влияние, Флеминг называл Рэймонда Чандлера, Дэшила Хэммета, Эрика Эмблера и Грэма Грина. Уильям Кук из журнала New Statesman считал Бонда «кульминацией важной и печально известной традиции в английской литературе. В детстве Флеминг с жадностью глотал сказки о Бульдоге Драммонде Саппера и истории о Джоне Бьюкене Ричарда Ханнея. Его гений переупаковал эти дедовские приключения для соответствия послевоенной Британии… В Бонде он создал Драммонда реактивной эры». По мнению Умберто Эко, на творчество Флеминга также оказал влияние Микки Спиллейн.
В мае 1963 года Флеминг написал статью для журнала Books and Bookmen, в которой описал свой подход к сочинению историй о Бонде так: «Я пишу в течение трёх часов утром… и я работаю ещё часок-другой между шестью и семью часами вечера. Я никогда ничего не исправляю и не возвращаюсь назад, чтобы посмотреть, что я написал,… следуя моей формуле о написании 2000 слов в день». Реймонд Бенсон называет стиль Флеминга «разворотом Флеминга» (англ. Fleming Sweep), который представляет собой «крючок», забрасываемый автором в конце главы и позволяющий затянуть читателя в новую. Эти крючки прекрасно сочетаются с тем, что Энтони Бёрджесс назвал «усиленным журналистским стилем» — речь идёт о «скорости повествования, которая дурит читателя насмешкой над уже прошедшей опасностью».
Произведения Флеминга не отражают действительность, а искажают её. Методика построения сюжета была примитивной и откровенно спекулятивной. Автор не утруждает себя логическим обоснованием путей выхода его главного героя из заведомо безвыходных положений, стремясь удержать внимание читателя нагромождением фантастических опасностей. Произведения его лишены элементарной логики и правдоподобия. Все эти изъяны он маскирует подробным описанием деталей.
Умберто Эко проанализировал труды Флеминга с точки зрения структурализма и выявил ряд противопоставлений в сюжетных линиях, которые обеспечивают структуру изложения:

| - Бонд — М - Бонд — Злодей - Злодей — Женщина - Женщина — Бонд - Свободный мир — Советский Союз - Великобритания — Неанглосаксонские страны - Долг — Жертвенность | - Алчность — Идеалы - Любовь — Смерть - Случай — План - Роскошь — Лишения - Избыток — Умеренность - Извращение — Невинность - Верность — Бесчестье |

Эко также отмечал, что злодеи в книгах о Бонде, как правило, происходили из Центральной Европы, славянских стран или Средиземноморья; они имели сложное наследие и «запутанное тёмное прошлое». Эко также заметил, что злодеи неизменно были асексуальными или гомосексуальными, изобретательными, проницательными и богатыми. Джереми Блэк разделяет точку зрения Эко и отмечает, что «Флеминг не использовал классовых врагов в качестве злодеев, вместо этого он обратился к физическим деформациям или этнической принадлежности… Кроме того, в Британии злодеи используют иностранных слуг и подручных… Этот расизм нашёл отражение не только в ярко выраженной теме межвоенных приключений, как это было в романах о Бьюкене, но и в широкой литературной культуре». Писатель Луиза Уэлш считает, что роман «Живи и дай умереть» «уводит в паранойю, что некоторые слои белого общества ощущают [себя]» так, как чувствовало себя движение за гражданские права, оспаривая предрассудки и неравенство.
Флеминг использовал известные бренды и бытовые подробности для создания реальности происходящего в романах. Кингсли Эмис назвал это «эффектом Флеминга», который охарактеризовал как «творческое использование информации, которое пронизывает фантастичностью мир Бонда… [которая] связана с некой реальностью или, по крайней мере, с ней сбалансирована».

### Тематика работ
Положение Великобритании в мире
Книги о Бонде были написаны в послевоенной Великобритании, когда страна ещё находилась в имперской фазе. По мере того, как увеличивалось количество книг, империя угасала; журналист Уильям Кук отмечает, что «Бонд потворствовал раздуванию Британии и в большей степени неуверенной самооценке, лестно [показывая] нам фантазию о том, что Великобритания всё ещё имеет прежний вес». Падение британского могущества показано в нескольких романах: в «Из России с любовью» это отражено в разговорах Бонда с Дарко Керимом, когда Бонд признаётся, что в Англии «мы больше не показываем зубы, только дёсны». Эта же тема особенно сильна в одной из последующих книг, романе 1964 года «Живёшь только дважды», в разговорах между Бондом и главой японской разведки Тигром Танака. Флеминг остро осознаёт потерю престижа страны в 1950-х и начале 1960-х годов, особенно во время индонезийско-малайзийской конфронтации.
Джереми Блэк считал, что побег четверых членов МИ-6 в Советский союз оказало существенное влияние на восприятие Великобритании в разведывательных кругах США. Последним из переправившихся в СССР членом МИ-6 был Ким Филби, бежавший в январе 1963 года, когда Флеминг ещё работал над романом «Живёшь только дважды». Брифинг между Бондом и М происходит впервые за двенадцать книг; здесь же Флеминг признаёт бегство агентов. Блэк утверждает, что разговор между Бондом и М позволяет Флемингу обдумать падение Британской империи вместе с второстепенным бегством агентов и делом Профьюмо в 1963 году. Два побега имели место до написания Флемингом романа «Казино „Рояль“», и это произведение может рассматриваться как «попытка [Флеминга] отразить беспокойство о моральной двусмысленности послевоенного мира, которая породила предателей типа Бёрджесса и Маклейна».
К концу серии, в романе «Человек с золотым пистолетом», по замечанию Блэка, независимое расследование ведётся на Ямайке, в то время как ЦРУ и МИ-6 лишь исполняют обязанности «по связям и направлению Ямайского уголовного розыска»; этот новый мир не колониальной, независимой Ямайки ещё раз подчеркнул падение империи. Упадок страны был отражён и в связях Бонда с американским оборудованием и людьми в нескольких романах. Сдвиг геополитической ситуации заставил Флеминга сменить советскую организацию Смерш на интернациональную террористическую группу СПЕКТР в «Шаровой молнии». По мнению Блэка, СПЕКТР обеспечил некую преемственность по отношению к другим романам.
Последствия войны
На протяжении всей серии книг о Бонде ощущается влияние Второй мировой войны. Журналист Бен Макинтайр считает, что Бонд был «идеальным средством против послевоенного аскетизма, рационирования и обрисовывавшегося предчувствия потери власти в Великобритании» во времена, когда уголь и продукты питания распределялись по талонам. Флеминг часто использовал войну как сигнал к созданию хороших или плохих персонажей: в рассказе «Только для ваших глаз» злодеем является бывший офицер Гестапо Хаммерштейн, в то время как вызывающий симпатию персонаж полковник Джонс, офицер королевской канадской конной полиции, служил во время войны под командованием британца Монтгомери в 8-й армии. Аналогично в «Лунном гонщике» Дракс (граф Хьюго фон Драхе) является «страдающим манией величия немецким нацистом, который маскируется под английского джентльмена» а его ассистент Кребс носит то же имя, что и последний глава штаба Гитлера. Таким образом, Флеминг «эксплуатирует другую британскую культурную антипатию 1950-х годов. Немцы после Второй мировой войны стали ещё одной простой и очевидной целью плохой прессы». С увеличением числа книг о Бонде тема вторичной угрозы со стороны Германии постепенно сменялась темой холодной войны.
Товарищеские отношения
В романах периодически возникала тема товарищества и дружеских отношений Бонда с людьми, с которыми ему приходилось работать во время миссий. Реймонд Бенсон считал, что отношения Бонда с его союзниками «добавляли ещё одну сторону к характеру Бонда и, в конечном итоге, к тематической преемственности романов». В романе «Живи и дай умереть» агенты Кворрел и Лейтер предстают перед читателем важными друзьями и союзниками Бонда, что особенно заметно в реакции Бонда на нападение акул на Лейтера; Бенсон отмечает, что «приверженность Бонда друзьям столь же сильна, сколь и его приверженность к работе». В «Докторе Но» Кворрел предстаёт «незаменимым союзником» Бонда. Бенсон не видит никаких доказательств дискриминации в их отношениях и отмечает подлинное сожаление и печаль Бонда из-за смерти Кворрела.
«Предатель внутри»
С первого романа серии сильна была тема предательства. Цель Бонда в «Казино „Рояль“», Лё Шиффр, который был главным казначеем французского коммунистического торгового объединения, и подтекст пятой колонны задели за живое в частности британскую аудиторию; коммунистическое влияние в торговом объединении вызывало вопросы в прессе и парламенте, особенно после побега Бёрджесса и Маклейна в 1951 году. Тема внутреннего предателя продолжается и в романах «Живи и дай умереть» и «Лунный гонщик».
Добро против зла

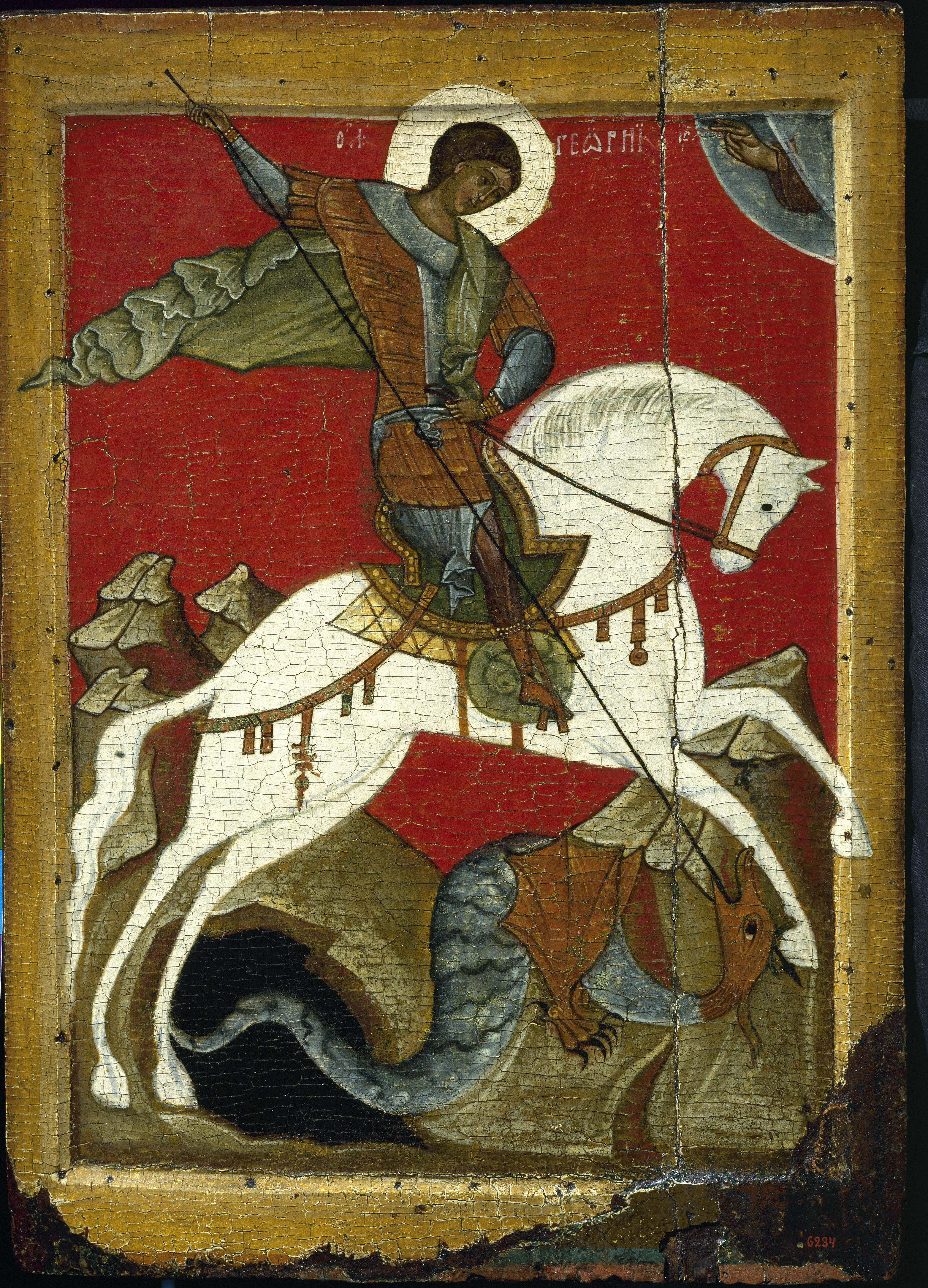
«Чудо Георгия о змие». Новгородская икона, конец XIV века. Государственный Русский музей

Реймонд Бенсон считает самой очевидной темой книг борьбу добра со злом. В романе «Голдфингер» это становится ясно как никогда; здесь прямо указан мотив Георгия Победоносца: «Бонд перекрестился. На сей раз это была схватка святого Георгия с драконом. И святому Георгию нужно было шевелиться и придумать что-нибудь, пока дракон не снес яйцо, которое он сейчас так бережно вынашивает». Блэк отмечает, что образ Георгия Победоносца более английская, нежели общебританская персонификация.
Англо-американские отношения
В романах часто поднимается тема англо-американских отношений, отражающих ведущую роль США по защите Запада. В послевоенный период между странами возникло напряжение из-за попыток Великобритании сохранить имперский строй и стремления Америки к новому капиталистическому миропорядку; Флеминг не сосредотачивался на этом явно, вместо этого он создавал «впечатление нормальности британского имперского правления и действий». Писатель и журналист Кристофер Хитченс отмечал, что «главным парадоксом классических историй о Бонде является то, что хотя они внешне посвящены англо-американской борьбе с коммунизмом, они полны презрения к Америке и американцам». Хотя Флеминг был в курсе напряжённости между двумя странами, он не обращал на них особого внимания. Кингсли Эмис в своей работе The James Bond Dossier указывает на то, что «Лейтон, этакое ничтожество… он — американец, принимает приказ от Бонда-британца и Бонд делает всё лучше, чем он».
В трёх романах («Голдфингер», «Живи и дай умереть» и «Доктор Но») именно Бонд — британский агент — должен разобраться с тем, что является американской проблемой. Блэк считает, что хотя это американское имущество подвергается угрозе в романе «Доктор Но», британский агент и британский военный корабль с британскими военными на борту отправляется на остров в конце романа, чтобы решить проблему. Флеминг становится всё более предвзятым в отношении Америки и его комментарии в предпоследнем романе отражают это; ответы Бонда на комментарии Танаки о сокращении взаимодействия двух стран резко контрастируют с тёплыми отношениями между Бондом и Лейтером в предыдущих книгах.

## Наследие
В конце 1950-х годов писатель Джеффри Дженкинс предложил Флемингу написать роман о Бонде, действие которого будет разворачиваться в Южной Африке, и послал ему собственные размышления о сюжетной линии, в которой, по словам Дженкинса, Флеминг видел большой потенциал. После смерти Флеминга Дженкинс написал по заказу издательства Glidrose Publications роман Per Fine Ounce, который, однако, так и не был опубликован.
Первую попытку написать о Джеймсе Бонде после смерти Яна Флеминга предпринял болгарский писатель Андрей Гуляшки. Осенью 1965 года в прессе стали появляться сообщения о том, что Гуляшки собирается использовать образ Бонда в своём очередном романе об Аввакуме Захове. Однако, когда роман был закончен, юридические представители Яна Флеминга запретили публиковать роман с использованием образа Джеймса Бонда. Тогда Гуляшки убрал у персонажа один ноль, и в итоге в 1966 году вышел роман «Аввакум Захов против 07», и образ Бонда не был использован.
Начиная с «Полковника Суна» Кингсли Эмиса множество авторов писали книги о Бонде под единым псевдонимом Роберт Маркем; среди продолжателей дела Флеминга был Себастьян Фолкс, который был автором романа «Дьявол не любит ждать», изданного под аллонимом Яна Флеминга к его 100-летнему юбилею.
При жизни Флеминга было продано 30 миллионов экземпляров его книг; вдвое больше было реализовано в течение двух лет после смерти Яна. В 2008 году газета The Times поместила Флеминга на четырнадцатое место в своём списке «Пятидесяти величайших британских писателей с 1945 года». В 2002 году Ian Fleming Publications объявили о создании приза CWA Ian Fleming Steel Dagger, вручаемого ассоциацией писателей-криминалистов за лучший триллер, приключения или шпионский роман, первоначально изданный в Великобритании.
EON Productions, снимавшая фильмы о Бонде, продолжала экранизации и после смерти Яна. Наряду с двумя фильмами других кинокомпаний было снято двадцать пять экранизаций, последняя из которых — «Не время умирать» — была создана в 2021 году. EON Productions собрали в мировом прокате свыше 6,2 миллиардов долларов, что сделало серию фильмов о Бонде одной из самых кассовых.
Влияние Бонда экранного и книжного очевидно в различных книгах, фильмах и персонажах, таких как «Остин Пауэрс», Carry On Spying и Джейсон Борн. В 2011 году Флеминг стал первым англоязычным писателем, в честь которого был назван международный аэропорт: Международный аэропорт Яна Флеминга близ Оракабессы, Ямайка, был официально открыт 12 января 2011 года премьер-министром Ямайки Брюсом Голдингом и племянницей Флеминга, Люси.

## Работы
Книги о Джеймсе Бонде
| - Казино Рояль (1953) - Живи и дай умереть (1954) - Лунный гонщик (1955) - Из России с любовью (1957) - Бриллианты вечны (1957) - Доктор Но (1958) - Голдфингер (1959) | - Только для ваших глаз (сборник рассказов; 1960) - Шаровая молния (1961) - Шпион, который меня любил (1962) - На секретной службе Её Величества (1963) - Живёшь только дважды (1964) - Человек с золотым пистолетом (1965) - Осьминожка и Искры из глаз (сборник рассказов; 1966) | Детские рассказы - Волшебный автомобиль Чих-Чих-Бум-Бум (1964) Документальная проза - Алмазные контрабандисты (1957) - Захватывающие города (1963) |

## Биографические фильмы
Ян Флеминг является персонажем нескольких фильмов и телесериалов:
- Золотой глаз: Тайная жизнь Яна Флеминга (телефильм, 1989; в роли Флеминга — Чарльз Дэнс). Фильм рассказывает о жизни во время войны, его личной жизни и написании романов о Бонде[223].
- Spymaker: Тайная жизнь Яна Флеминга[англ.] (биографический телефильм, 1990; в роли Флеминга — Джейсон Коннери). Фильм рассказывает о приключениях Флеминга во время войны[224].
- Ян Флеминг — отец агента 007 (документальный телефильм Елены Тихоновой, первый фильм о Флеминге из серии Льва Николаева «Гении и злодеи», Россия, 2004; при создании фильма использовались архивные съёмки).
- Ян Флеминг: Создатель Бонда[англ.] (докудрама, 2005; в роли Флеминга — Бен Дэниелс)[225]
- Ян Флеминг: Где начался Бонд[англ.] (документальный телефильм, 2008; при создании фильма использовались архивные съёмки)[226]
- Ян Флеминг. Отец героя нации (документальный телефильм Марии Николаевой и Олега Бараева, второй фильм о Флеминге из серии Льва Николаева «Гении и злодеи», Россия, 2011; при создании фильма использовались архивные съёмки)[227]
- Эпоха героев (остросюжетный боевик, 2011; в роль Флеминга — Джеймс Д’Арси). Фильм рассказывает о подразделении коммандос, созданном Флемингов во время войны[228].
- Флеминг: человек, который хотел стать Бондом (мини-сериал, 2014; в роли Флеминга — Доминик Купер)[229][230]
- Министерство неджентльменских дел (2024). В роли Фредди Фокс

## Комментарии
1. ↑  Также встречаются варианты русскоязычного написания имени Йен, Иэн и Иен[6].
2. ↑  Школа располагалась недалеко от поместья Бондов, родословная которых восходит к елизаветинскому шпиону Джону Бонду. Девиз семьи — Non Sufficit Orbis — «Целого мира мало»[23].
3. ↑  Хестер Чапман, в будущем известный биограф.
4. ↑  Моки (англ. Mokie), семейное прозвищем Валентайна, было образовано от английского слова Smokie и было дано Валентайну за его пристрастие к курению[27].
5. ↑  В возрасте 38 лет Ян выкуривал до семидесяти сигарет в день[135]; сигареты Флемингу изготавливали на заказ в Морланде на Гросвенор-стрит с 1930-х годов. Во время войны на фильтре были добавлены три золотых полосы как знак звания Флеминга — коммандера военно-морского флота[136].
6. ↑  Несмотря на оттепель, отношения вскоре вновь стали напряжёнными во время вторжения в заливе Свиней, строительства Берлинской стены и Карибского кризиса[152].
7. ↑  По сюжету, на острове, где Бонд ведёт дело, располагается мощный радиоизлучатель, который нарушает траектории ракет, стартующих с мыса Канаверал.
8. ↑  Первое издание в США носило название «Вы просили об этом»[213], а имя Бонда было изменено на Джимми[214]. На русском языке роман выходил также под названием «Королевское казино» и «Казино Руаяль».
9. ↑  Первое издание в США носило название «Слишком горячо для рук»[215]. На русском языке роман выходил также под названием «Мунрейкер».
10. ↑  На русском языке роман выходил также под названием «Доктор No».
11. ↑  В сборник вошли рассказы «Вид на убийство», «Только для ваших глаз», «Ризико», «Квант утешения», «Раритет Гильдебранда»
12. ↑  Предмет судебного разбирательства по поводу авторства истории, легшей в основу сюжетной линии книги, которое приписывается также Кевину Маклори и Джеку Уиттингему[217]. На русском языке роман выходил также под названиями «Операция „Гром“», «Удар Грома».
13. ↑  Флеминг отказался разрешить издание мягкой обложки в Великобритании[218], но, в конечном итоге, она была издана после его смерти[219].
14. ↑  На русском языке роман выходил также под названием «Живешь лишь дважды».
15. ↑  Сборник был составлен после смерти автора и включал два рассказа «Осьминожка» и «Искры из глаз»; в современные издания входят также рассказы «Собственность леди» и «Агент 007 в Нью-Йорке»[220]. В русском переводе рассказ «Собственность леди» выходил также под названиями «Достояние леди» и «Цена изумрудного шара».
16. ↑  Книга была экранизирована[англ.] в 1968 году.
17. ↑  В американских изданиях содержится рассказ «Агент 007 в Нью-Йорке» (англ. «007 in New York»).